# Matériaux pour la Flore Atlantique
Matériaux pour la Flore Atlantique (abreviado Mat. Fl. Atl.) es un libro con ilustraciones y descripciones botánicas que fue escrito por el naturalista, geólogo y paleontólogo francés Auguste Nicolas Pomel y publicado en el año 1860.